# El Tortuguero 1ra. Sección
El Tortuguero 1ra. Sección är en ort i Mexiko.   Den ligger i kommunen Salto de Agua och delstaten Chiapas, i den sydöstra delen av landet, 800 km öster om huvudstaden Mexico City. El Tortuguero 1ra. Sección ligger 179 meter över havet och antalet invånare är 500.
Terrängen runt El Tortuguero 1ra. Sección är varierad. Runt El Tortuguero 1ra. Sección är det ganska tätbefolkat, med 54 invånare per kvadratkilometer. Närmaste större samhälle är Belisario Domínguez, 18,4 km nordost om El Tortuguero 1ra. Sección. Trakten runt El Tortuguero 1ra. Sección består till största delen av jordbruksmark.